# Libuše Jarcovjáková
Libuše Jarcovjáková (née en 1952) est une photographe et éducatrice tchèque, basée à Prague. Jarcovjáková a photographié la vie nocturne, les groupes minoritaires et les personnes marginalisées dans les années 1970 et 1980 à Prague et à Berlin-Ouest, et a réalisé des autoportraits. Elle a fait un travail diaristique sur son mode de vie hédoniste et sur les habitants d'un bar gay clandestin qu'elle visitait presque tous les soirs, dans le Prague des années 1980, où l'État communiste était homophobe de manière institutionnelle.

## Biographie
Jarcovjáková est née à Prague, dans ce qui était alors la République socialiste tchécoslovaque. Ses parents étaient peintres. Elle a étudié à l'école de cinéma et de télévision de l'Académie des arts du spectacle de Prague.
À la fin des années 1970, elle effectue une résidence de création de plusieurs mois au Japon. En 1985, Jarcovjáková s'installe à Berlin-Ouest, puis retourne à Prague en 1992. Elle enseigne la photographie depuis les années 1990, actuellement à l'École supérieure de design graphique et à l'École secondaire de design graphique (VOŠ a SPŠ Grafická v Praze) à Prague.
Les journaux écrits et les photographies de Jarcovjáková à Prague, Berlin-Ouest et Tokyo entre 1971 et 1987 ont été publiés en 2016 dans le livre Černé Roky (Les années noires),.
Entre 1983 et 1985, Jarcovjáková photographie les habitants d'un bar gay clandestin de Prague, appelé T-Club, qu'elle fréquente presque tous les soirs,, en utilisant des pellicules noir et blanc et un flash. Ses autres sujets à cette époque étaient elle-même et des migrants économiques vietnamiens et cubains. Bien que les relations sexuelles entre personnes du même sexe aient été décriminalisées en Tchécoslovaquie en 1962, des personnes ont continué à être emprisonnées pour avoir été ouvertement homosexuelles,. Parce que l'œuvre dépeint sa propre déviance sexuelle ainsi que celle des personnes du T-Club, elle n'a pas été montrée, avant 2008 et a été publiée en 2019 sous le nom d'Evokativ. Sean O'Hagan, écrivant dans The Guardian, a décrit l'œuvre comme ayant une « approche diaristique nerveuse, mettant à nu une vie vécue avec insouciance au milieu d'une période de répression politique » [...] « des images qui accordent peu d'attention aux préoccupations formelles, mais qui capturent néanmoins une époque et un milieu d'une manière sans compromis ».
Jarcovjáková a fait l'objet en 2024 d'un documentaire intitulé I'm Not Everything I Want to Be, réalisé par Klára Tasovská et présenté en avant-première au 74e Festival international du film de Berlin.

## Publications
- Černé Roky: 1971–1987, [The Black Years: 1971–1987]. Prague: Nakladatelství Wo-men, 2016  (ISBN 9788090523968).
- Evokativ. Prague, 2019  (ISBN 978-80-907568-0-9). Textes de Jarcovjáková et Lucie Černá.